# Melchioria leucomelaena
Melchioria leucomelaena är en svampart som beskrevs av Penz. & Sacc. 1897. Melchioria leucomelaena ingår i släktet Melchioria och familjen Trichosphaeriaceae.   Inga underarter finns listade i Catalogue of Life.